# Crataegus turcicus
Crataegus turcicus är en rosväxtart som beskrevs av Dönmez. Crataegus turcicus ingår i Hagtornssläktet som ingår i familjen rosväxter. Inga underarter finns listade i Catalogue of Life.